# Thoressa varia
Thoressa varia là một loài bướm ngày thuộc họ Hesperiidae. Nó được tìm thấy ở các đảo của miền đông châu Á, bao gồm cá đảo Sakhalin và quần đảo Kuril, Nhật Bản, bán đảo Triều Tiên và đông bắc Trung Quốc. Tên thông dụng trong tiếng Nhật là Kochabane-seseri có thể dịch thành Cánh nâu nhỏ ("Ko" có nghĩa nhỏ và "Chabane" có nghĩa là cánh nâu).
Chiều dài cánh trước là 16–18 mm. Con trưởng thành bay từ tháng 6 đến tháng 7. Có một thế hệ mỗi năm.
Ấu trùng ăn Sasa kurilensis.

## Hình ảnh

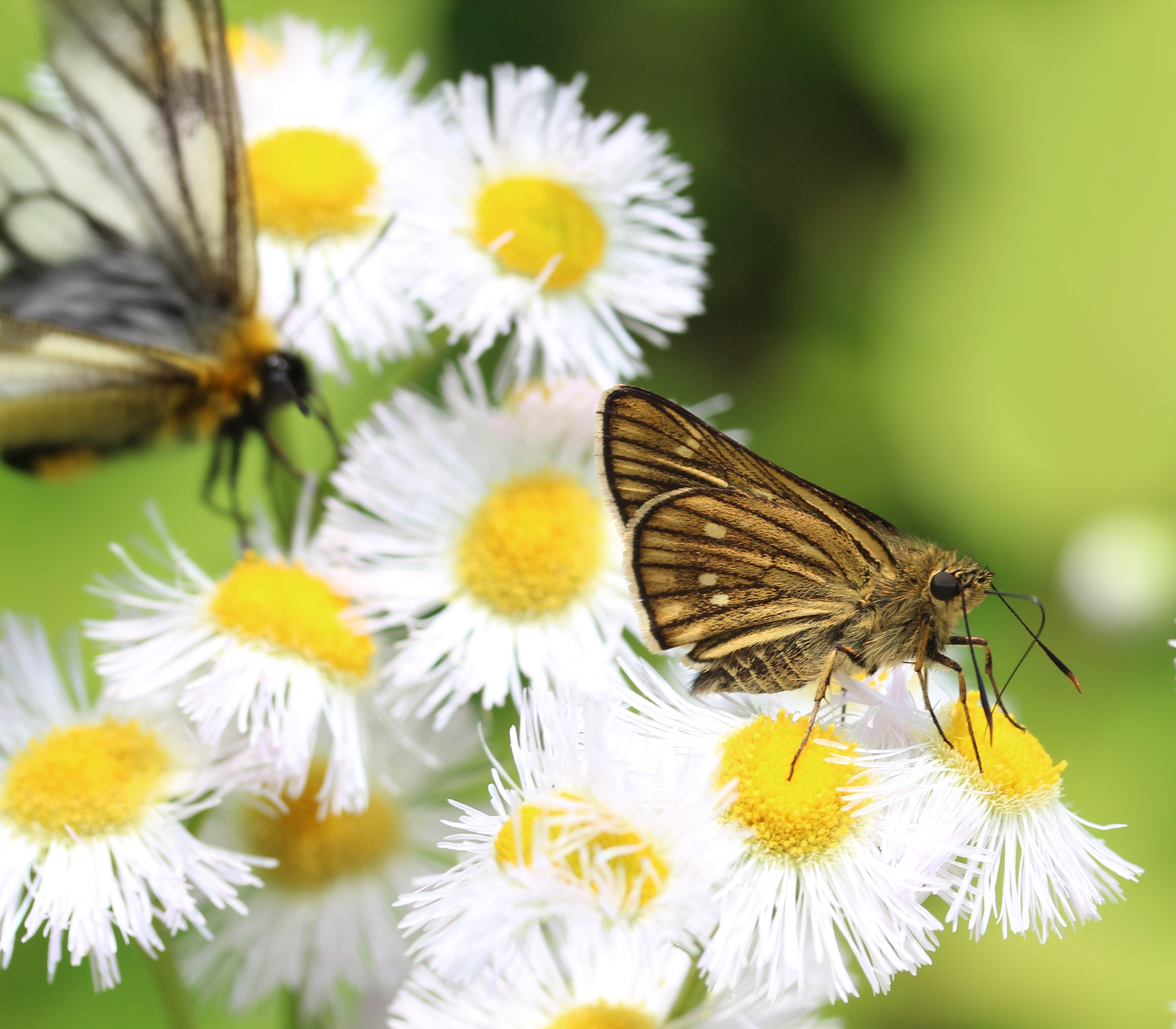
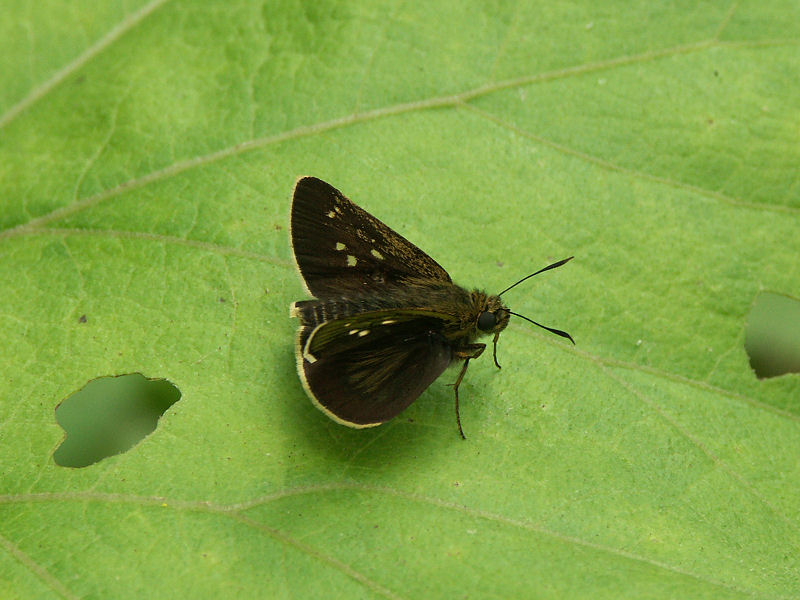